# Municipalité de Macao

Localisation de la municipalité de Macao

La municipalité de Macao était l'une des deux municipalités de Macao jusqu'à la rétrocession du territoire en 1999. Cette division administrative couvrant l'ensemble de la péninsule de Macao était administrée par le célèbre et multiséculaire hôtel de ville appelé « Leal Senado » et supervisé par une assemblée municipale.
La municipalité était divisée en cinq Freguesias:
- Freguesia da Sé
- Freguesia de Nossa Senhora de Fátima
- Freguesia de Santo António
- Freguesia de São Lázaro
- Freguesia de São Lourenço

Avec l'abolition de la municipalité de Macao par le nouveau gouvernement, après la rétrocession, cette municipalité a été remplacée temporairement par la « municipalité provisoire de Macao » . Sa mairie (Leal Senado) et son assemblée municipale ont été réorganisées et ont pris, respectivement, le nom de « Conseil municipal provisoire de Macao » et « Assemblée municipale provisoire de Macao ». Mais, le 31 décembre 2001, les municipalités et leurs organes municipaux provisoires ont finalement été abolis, ce qui a abouti à un nouvel organe administratif, l'Institut pour les affaires civiles et municipales (IACM). L'IACM est subordonné à la secrétaire de l'administration et de la justice.